# 埃利尼科-阿尔伊鲁波利
埃利尼科-阿尔伊鲁波利（希臘語：Ελληνικό-Αργυρούπολη）是希腊阿提卡大區南雅典专区的市镇，位于大雅典地区的南部，行政中心为阿尔伊鲁波利镇。市镇面积为15.355平方公里，2021年人口数量为50,027人。
此市镇设立于2011年地方政府改革中，有原阿尔伊鲁波利和埃利尼科两个市镇合并而成，原市镇则成为此市镇的两个市区。